# Conopomorphina gypsochroma
Conopomorphina gypsochroma là một loài bướm đêm thuộc họ Gracillariidae. Nó được tìm thấy ở Zimbabwe.